# Телешева, Елизавета Сергеевна
Елизавета Сергеевна Телешева  (7 февраля 1892 года — 9 июля 1943 года, Москва) — русская советская актриса, режиссёр, педагог. Заслуженная артистка РСФСР (1933).

## Биография
Родилась 26 января (7 февраля) 1892 года.
Актерское образование получила в драматической школе А. И. Адашева. В 1916 году её приняли в труппу Московского художественного театра (МХТ). С 1916 по 1924 год работала актрисой Второй студии МХАТа, играла в спектаклях театра.
Преданная ученица К. С. Станиславского, Телешева пропагандировала его систему теории сценического искусства, методов актёрской техники. Она некоторое время ездила по стране, читая лекции по системе Станиславского.
С 1916 года вела педагогическую деятельность, работала педагогом в театральной школе при 2-й Студии МХАТа, в Студии Н. П. Хмелёва, в Государственном институте театрального искусства (ГИТИСе) и во ВГИКе. Будучи известной актрисой МХТ, Е. С. Телешева в 1922 году учила драматическому искусству Любовь Орлову. Занятия с ней проходили в индивидуальном порядке. Любовь Орлова приезжала к преподавателю домой, в Малый Власьевский переулок. Актриса Софья Станиславовна Пилявская, которую курировала Телешева, в своей «Грустной книге» вспоминала, что с ней Телешева «была ласково строгой и внушала…, что здороваться надо всегда первой — молча кланяясь, и я проделывала это, от старания иногда по несколько раз с одними и теми же артистами и всем остальным персоналом».
В 1935—1936 годах Е. С. Телешева снялась в фильме «Бежин луг» в роли председателя колхоза. На съемках первой версии фильма «Бежин луг» (1935—1936) познакомилась близко с режиссером Сергеем Эйзенштейном. После просмотра в Главном Управлении кинематографии снятого в черновом монтаже фильма его съёмка была приостановлена, а отснятые материалы были забракованы. Вторая версия фильма снималась в 1936—1937 годах, персонаж председателя был омоложён и Елизавета Сергеевна не могла уже сыграть эту роль, однако принимала участие в работе как консультант. Эйзенштейн взял актрису на работу и в следующий фильм, «Александр Невский», как консультанта по работе с актерами. Отношения Телешевой и режиссера зашли так далеко, что окружающие воспринимали актрису, как гражданскую жену Эйзенштейна. После выхода фильма в 1939 году их отношения стали натянутыми и Телешева 10 декабря предложила расстаться. В начале войны киностудия «Мосфильм», художественным руководителем которой стал Эйзенштейн, была эвакуирована в Алма-Ату, а МХАТ, где работала Телешева, был отправлен в Саратов. Между ними в эти годы шла переписка, в которой Телешева предостерегала режиссера, что новая административная работа пойдет ему на вред как художнику, обвиняла режиссера в тяжелом характере, просила изменить его отношение к людям.
Награждена орденом «Знак Почёта» (03.05.1937 — за выдающиеся заслуги в деле развития русского театрального искусства).
Скончалась в Москве 9 июля 1943 года. Похоронена на Новодевичьем кладбище.

## Работа в спектаклях
Е. С. Телешева играла роли во 2-й Студии МХТ: Лебедева («Зелёное кольцо» Гиппиус), Игуменья («Некуда» по Лескову), Беатрис («Дама-Невидимка» Кальдерона), Екатерина I («Елизавета Петровна» Смолина).
Во Второй студии МХТ она работала также режиссёром; ставила спектакли: «Гроза» (совместно с Судаковым), «Разбойники» (совестно с И. Я. Судаковым и Б. И. Вершиловым). Во МХАТе вела режиссёрскую и педагогическую деятельность, помогала К. Станиславскому ставить спектакли, сама поставила спектакли «Горе от ума» (1938, совместно с Немировичем-Данченко), «Последняя жертва» (1944, совместно с Н. П. Хмелёвым и Г. Г. Конским). В 1932 году поставила в Театре Корша спектакль «Бесприданница». В Центральном театре Красной Армии в 1935 и 1936 годах поставила спектакли «Мещане» и «Васса Железнова».

## Труды
- Режиссёрские комментарии, в кн.: Островский А. Н., Воспитанница, М., 1935;
- В. В. Лужский-педагог, в кн.: Ежегодник МХТ. 1946, М., 1948;
- Режиссерский комментарий, в сб.: «Васса Железнова». Материалы и исследования, М., 1946.